# رحلة رقم 007 التابعة للخطوط الفرنسية
تحطمت طائرة الخطوط الجوية الفرنسية الرحلة 007 في 3 يونيو 1962 أثناء إقلاعها من مطار أورلي . كان الناجون الوحيدون من الكارثة اثنان من المضيفين الجويين، بينما قُتل ثمانية من أفراد الطاقم الآخرين، وجميع الركاب البالغ عددهم 122 راكبًا على متن طائرة بوينج 707 . كان الحادث في ذلك الوقت أسوأ كارثة لطائرة واحدة والأكثر دموية لطائرة بوينج 707.

## حادث الطائرة
وبحسب شهود عيان، فإن مقدمة الطائرة رقم 007 ارتفعت عن المدرج أثناء الإقلاع ، لكن عجلات الهبوط الرئيسية ظلت على الأرض. على الرغم من أن الطائرة تجاوزت بالفعل السرعة القصوى التي يمكن بها إلغاء الإقلاع بأمان ضمن طول المدرج المتبقي، حاول طاقم الطائرة إلغاء الإقلاع .
مع أقل من 3,000 قدم (910 م) من المدرج المتبقي، استخدم الطيارون فرامل العجلات والدفع العكسي لإيقاف الطائرة 707. لقد قاموا بالفرملة بقوة شديدة مما أدى إلى تفجير إطارات معدات الهبوط الرئيسية وتدمير الهيكل السفلي في محاولة للاصطدام بالأرض . وانحرفت الطائرة عن نهاية المدرج وسقطت في بلدة فيلنوف لو روا حيث اندلع حريق. نجا ثلاثة مضيفين جويين في البداية من الكارثة، لكن أحدهم توفي في المستشفى. في ذلك الوقت، كانت هذه أسوأ كارثة جوية في العالم تتعلق بطائرة واحدة. وقد تم تجاوز هذا العدد من القتلى بعد أكثر من 3.5 سنة، عندما تحطمت طائرة الخطوط الجوية اليابانية الرحلة 60 في خليج طوكيو في فبراير/شباط 1966 لأسباب غير معروفة، مما أسفر عن مقتل 133 شخصاً.

## التحقيق
توصلت التحقيقات اللاحقة إلى مؤشرات على أن المحرك الذي يدير مصعد الطائرة ربما يكون قد فشل، مما جعل قائد الطائرة رولاند هوش ومساعده الأول جاك بيتويست غير قادرين على إكمال الدوران والإقلاع. 

## العواقب

#### التأثير على أتلانتا، جورجيا
كانت جمعية أتلانتا للفنون قد رعت جولة لمدة شهر لزيارة كنوز الفن في أوروبا، وكان 106 من الركاب من رعاة الفن متجهين إلى منازلهم في أتلانتا على متن هذه الرحلة المستأجرة. وتضمنت المجموعة السياحية العديد من القادة الثقافيين والمدنيين في أتلانتا. ذهب عمدة أتلانتا إيفان ألين جونيور إلى مطار أورلي لتفقد موقع التحطم الذي لقي فيه العديد من سكان أتلانتا حتفهم.
أثناء زيارتهم لباريس، رأى رعاة الفنون في أتلانتا والدة ويسلر في متحف اللوفر. في أواخر عام 1962، أرسل متحف اللوفر، كبادرة حسن نية تجاه سكان أتلانتا، والدة ويسلر إلى أتلانتا لعرضها في متحف جمعية أتلانتا للفنون في شارع بيتشتري.
وقعت الحادثة أثناء حركة الحقوق المدنية في الولايات المتحدة. أعلن زعيم الحقوق المدنية مارتن لوثر كينغ جونيور والفنان والناشط هاري بيلافونتي إلغاء الاعتصام في وسط مدينة أتلانتا (احتجاجًا على الفصل العنصري في المدينة) كبادرة تصالحية للمدينة الحزينة. ومع ذلك، أعرب زعيم أمة الإسلام مالكولم إكس ، متحدثًا في لوس أنجلوس ، عن سعادته بوفاة المجموعة البيضاء بالكامل من أتلانتا، قائلاً: "أود أن أعلن عن أمرٍ جميلٍ جدًا فقد تلقيتُ برقيةً من الله اليوم، جاءني أحدهم وأخبرني أنه استجاب لدعائنا في فرنسا. أسقط طائرةً من السماء وعلى متنها أكثر من 120 شخصًا أبيض، لأن المسلمين يؤمنون بمبدأ العين بالعين والسن بالسن. لكن بفضل الله، أو يهوه، سنواصل الدعاء، ونأمل أن تسقط طائرةٌ أخرى من السماء كل يوم".
دفعت هذه التصريحات عمدة لوس أنجلوس سام يورتي إلى إدانته ووصفه بـ"الشيطان"، كما دفعت الدكتور كينج إلى التعبير عن عدم موافقته على تصريحاته. صرح مالكولم لاحقًا قائلًا: "كان ينبغي على الرسول أن يفعل المزيد". كانت هذه الحادثة هي الأولى التي نال فيها مالكولم إكس اهتمامًا وطنيًا واسع النطاق. وقد أوضح مالكولم في وقت لاحق ما يعنيه: "عندما تحطمت تلك الطائرة في فرنسا وعلى متنها 130 شخصًا أبيض وعلمنا أن 120 منهم كانوا من ولاية جورجيا، الولاية التي كان جدي عبدًا فيها، حسنًا بالنسبة لي لم يكن ذلك سوى فعل الله، نعمة من الله".
تم بناء مركز أتلانتا المسرحي (مسرح يستخدم الآن في المقام الأول كمكان للموسيقى) كنصب تذكاري لهيلين لي كارتليدج، إحدى ضحايا تحطم الطائرة. وقد تم تمويلها بالكامل تقريبًا من قبل والدتها فرانيا لي، وريثة ثروة شركة هانت أويل. افتتح المسرح في عام 1966.
تأسس مركز وودروف للفنون ، والذي كان يسمى في الأصل مركز الفنون التذكاري وهو أحد أكبر مراكز الفنون في الولايات المتحدة، في عام 1968 تخليدًا لذكرى أولئك الذين لقوا حتفهم في الحادث.  كانت الخسارة التي لحقت بالمدينة بمثابة حافز للفنون في أتلانتا، وساعدت في إنشاء هذا النصب التذكاري للضحايا، وأدت إلى إنشاء تحالف أتلانتا للفنون. تبرعت الحكومة الفرنسية بتمثال رودان ، الظل ، إلى المتحف العالي للفنون تخليدًا لذكرى ضحايا الحادث.
وصفت آن أوري أبرامز، مؤلفة كتاب "الانفجار في أورلي: الرواية الحقيقية للكارثة التي غيرت أتلانتا "، الحادث بأنه "نسخة أتلانتا من أحداث الحادي عشر من سبتمبر من حيث أن التأثير على المدينة في عام 1962 كان مماثلاً لأحداث الحادي عشر من سبتمبر في نيويورك".
كان أحد ضحايا الرحلة هو الفنان دوغلاس ديفيس جونيور، المعروف بلوحاته المذهلة للمغنية إديث بياف والتي يمكن رؤيتها على أغلفة الألبومات في أواخر مسيرتها الفنية. كان لدى ديفيس استوديو في باريس وعاد إلى أتلانتا بناءً على حث أصدقائه الذين كانوا جزءًا من رعاة الفنون في أتلانتا على متن الرحلة. كان والد دوغلاس هو دوغلاس ديفيس الأب، وهو متسابق جوي ماهر، والذي توفي بعد تحطم طائرته في سباقات الطيران الوطنية في سبتمبر 1934. كان ابنه في نفس عمر والده تقريبًا عندما توفي في حادث تحطم طائرة بوينج 707 التابعة لشركة الخطوط الجوية الفرنسية.

#### رقم الرحلة
تستمر الخطوط الجوية الفرنسية في استخدام رقم الرحلة AF7 حتى اليوم (مع AFR007 كرقم رحلة منظمة الطيران المدني الدولي وإشارة النداء). ومع ذلك، يتم استخدام رقم الرحلة في رحلة العودة إلى فرنسا، من مطار جون إف كينيدي الدولي في مدينة نيويورك إلى مطار شارل ديغول في باريس . الرحلة الأمامية الآن هي الرحلة رقم 6، والتي تنتهي في نيويورك.  وتشغل شركة الطيران طائرات بوينج 777 على هذا المسار؛ وحتى يونيو 2020، كان يتم استخدام طائرات بوينج 777 وإيرباص A380 بالتبادل.

## في الفن والثقافة الشعبية
رسم آندي وارهول أول "لوحة كارثية" له، 129 Die in Jet!، استنادًا إلى غلاف صحيفة نيويورك ديلي ميرور بتاريخ 4 يونيو 1962، في اليوم التالي للحادث. في ذلك الوقت، بلغ عدد القتلى 129. اللوحتان المعروفتان هما واحدة في متحف لودفيج في كولونيا بألمانيا، وأخرى في مجموعة خاصة.
يذكر جاك كيرواك الكارثة في الفصول الافتتاحية لرواية " ساتوري في باريس"، عام 1966.
رواية هانا بيتارد الصادرة عام 2018، الإمبراطورية المرئية، مبنية بشكل فضفاض على الأحداث وتداعياتها.